# Major League Baseball 2012
Sezóna MLB 2012 začala 28. března 2012 a skončila 28. října 2012. Vítězem Světové série se stal po sedmé ve své historii tým San Francisco Giants.

## Základní část

### Americká liga
| Tým               | Z   | V  | P  | %    | doma    | venku   |
| ----------------- | --- | -- | -- | ---- | ------- | ------- |
| New York Yankees  | 162 | 95 | 67 | 58,6 | 51 - 30 | 44 - 37 |
| Baltimore Orioles | 162 | 93 | 69 | 57,4 | 47 - 34 | 46 - 35 |
| Tampa Bay Rays    | 162 | 90 | 72 | 55,6 | 46 - 35 | 44 - 37 |
| Toronto Blue Jays | 162 | 73 | 89 | 45,1 | 41 - 40 | 32 - 49 |
| Boston Red Sox    | 162 | 69 | 93 | 42,6 | 34 - 47 | 35 - 46 |

| Tým                | Z   | V  | P  | %    | doma    | venku   |
| ------------------ | --- | -- | -- | ---- | ------- | ------- |
| Detroit Tigers     | 162 | 88 | 74 | 54,3 | 50 - 31 | 38 - 43 |
| Chicago White Sox  | 162 | 85 | 77 | 52,5 | 45 - 36 | 40 - 41 |
| Kansas City Royals | 162 | 72 | 90 | 44,4 | 37 - 44 | 35 - 46 |
| Cleveland Indians  | 162 | 68 | 94 | 42   | 37 - 44 | 31 - 50 |
| Minnesota Twins    | 162 | 66 | 96 | 40,7 | 31 - 50 | 35 - 46 |

| Západní divize \| Tým \| Z \| V \| P \| % \| doma \| venku \| \| ------------------ \| --- \| -- \| -- \| ---- \| ------- \| ------- \| \| Oakland Athletics \| 162 \| 94 \| 68 \| 58 \| 50 - 31 \| 44 - 37 \| \| Texas Rangers \| 162 \| 93 \| 69 \| 57,4 \| 50 - 31 \| 43 - 38 \| \| Los Angeles Angels \| 162 \| 89 \| 73 \| 54,9 \| 46 - 35 \| 43 - 38 \| \| Seattle Mariners \| 162 \| 75 \| 87 \| 46,3 \| 40 - 41 \| 35 - 46 \| |     |    |    |      |         |         |
| Tým | Z   | V  | P  | %    | doma    | venku   |
| Oakland Athletics | 162 | 94 | 68 | 58   | 50 - 31 | 44 - 37 |
| Texas Rangers | 162 | 93 | 69 | 57,4 | 50 - 31 | 43 - 38 |
| Los Angeles Angels | 162 | 89 | 73 | 54,9 | 46 - 35 | 43 - 38 |
| Seattle Mariners | 162 | 75 | 87 | 46,3 | 40 - 41 | 35 - 46 |

### Národní liga
| Tým                   | Z   | V  | P  | %    | doma    | venku   |
| --------------------- | --- | -- | -- | ---- | ------- | ------- |
| Washington Nationals  | 162 | 98 | 64 | 60,5 | 50 - 31 | 48 - 33 |
| Atlanta Braves        | 162 | 94 | 68 | 58   | 48 - 33 | 46 - 35 |
| Philadelphia Phillies | 161 | 81 | 81 | 50   | 40 - 41 | 41 - 40 |
| New York Mets         | 162 | 74 | 88 | 45,7 | 36 - 45 | 38 - 43 |
| Miami Marlins         | 162 | 69 | 93 | 42,6 | 38 - 43 | 31 - 50 |

| Tým                 | Z   | V  | P   | %    | doma    | venku   |
| ------------------- | --- | -- | --- | ---- | ------- | ------- |
| Cincinnati Reds     | 162 | 97 | 65  | 59,9 | 50 - 31 | 47 - 34 |
| St. Louis Cardinals | 162 | 88 | 74  | 54,3 | 50 - 31 | 38 - 43 |
| Milwaukee Brewers   | 162 | 83 | 79  | 51,2 | 49 - 32 | 34 - 47 |
| Pittsburgh Pirates  | 162 | 79 | 83  | 48,8 | 45 - 36 | 34 - 47 |
| Chicago Cubs        | 162 | 61 | 101 | 37,7 | 38 - 43 | 23 - 58 |
| Houston Astros      | 162 | 55 | 107 | 34   | 35 - 46 | 20 - 61 |

| Západní divize \| Tým \| Z \| V \| P \| % \| doma \| venku \| \| -------------------- \| --- \| -- \| -- \| ---- \| ------- \| ------- \| \| San Francisco Giants \| 162 \| 94 \| 68 \| 58 \| 48 - 33 \| 46 - 35 \| \| Los Angeles Dodgers \| 162 \| 86 \| 76 \| 53,1 \| 45 - 36 \| 41 - 10 \| \| Arizona Diamondbacks \| 162 \| 81 \| 81 \| 50 \| 41 - 40 \| 40 - 41 \| \| San Diego Padres \| 162 \| 76 \| 86 \| 46,9 \| 42 - 39 \| 34 - 47 \| \| Colorado Rockies \| 162 \| 64 \| 98 \| 39,5 \| 35 - 46 \| 29 - 52 \| |     |    |    |      |         |         |
| Tým | Z   | V  | P  | %    | doma    | venku   |
| San Francisco Giants | 162 | 94 | 68 | 58   | 48 - 33 | 46 - 35 |
| Los Angeles Dodgers | 162 | 86 | 76 | 53,1 | 45 - 36 | 41 - 10 |
| Arizona Diamondbacks | 162 | 81 | 81 | 50   | 41 - 40 | 40 - 41 |
| San Diego Padres | 162 | 76 | 86 | 46,9 | 42 - 39 | 34 - 47 |
| Colorado Rockies | 162 | 64 | 98 | 39,5 | 35 - 46 | 29 - 52 |